# Aleksej Ovtsjinin
Aleksej Nikolajevitsj Ovtsjinin (Russisch: Алексей Николаевич Овчинин) (Rybinsk, 25 september 1971) is een Russisch ruimtevaarder. In 2016 verbleef hij 172 dagen aan boord van het Internationaal ruimtestation ISS.
In 2006 werd Ovtsjinin geselecteerd als astronaut. Ovtsjinin’s eerste ruimtevlucht was Sojoez TMA-20M en vond plaats op 18 maart 2016. Deze vlucht bracht de bemanningsleden naar het ISS. Hij maakte deel uit van de bemanning van ISS-Expeditie 47 en 48. Hij maakte onderdeel uit van de reservebemanning voor Sojoez MS-08.
Op 11 oktober 2018 zou Ovtsjinin zijn tweede ruimtevlucht maken, maar de lancering van Sojoez MS-10 werd na 2 minuten en 3 seconden afgebroken door een storing in een draagraket. Er werd een ballistische noodlanding uitgevoerd. In maart 2019 vloog hij alsnog naar het ISS met Sojoez MS-12 om deel te nemen aan ISS-Expeditie 59 en ISS-Expeditie 60.